# جوزيف سويد
جوزيف سويد هو محامي ووزير سوري، ولد في 1958 بدمشق في سوريا. درس في جامعة دمشق وحصل على بكالوريوس في القانون منها عام 1983.